# ابینگدام (ایندیانا)
ابینگدام، ایندیانا (به انگلیسی: Abington, Indiana) در ایالات متحده آمریکا با جمعیت ۸۰ نفر است که در ایندیانا واقع شده‌است.